# São Gabriel da Palha
São Gabriel da Palha là một đô thị thuộc bang Espírito Santo, Brasil. Đô thị này có diện tích 432,814 km², dân số năm 2007 là 27962 người, mật độ 64,61 người/km².